# Смит, Говард Фрэнк
Говард Фрэнк Смит (англ. Howard Frank Trayton Smith; 15 октября 1919, Лондон, Великобритания — 7 мая 1996) — политический деятель Великобритании.

## Биография
Учился в Sidney Sussex колледже Кембриджа.
В годы Второй мировой войны работал в Блетчли-парк.
В 1961—1963 годах советник, начальник канцелии посольства Великобритании в Москве.
В 1964—1968 годах возглавлял департамент Восточной Европы и СССР Форин-офис.
В 1968—1971 годах посол Великобритании в Чехословакии, попал туда уже после ввода войск стран Варшавского договора (кроме Румынии) в Чехословакию (Операция «Дунай»).
В 1971—1972 годах уполномоченный Великобритании в Северной Ирландии.
В 1972—1975 годах работал в секретариате кабинета министров Великобритании.
В 1976—1978 годах посол Великобритании в СССР.
В 1979—1981 годах возглавлял MI5.
С 1985 года на пенсии.
Был женат дважды. В 1943 году в возрасте 23 лет женился на Мэри Кроппер (ум. в 1982 году), которая была старше его на 15 лет.
После смерти первой жены женился повторно в 1983 году на Мэри Пенни (ум. 1996).
Рыцарь Великого Креста ордена Святого Михаила и Святого Георгия (1981, рыцарь-командор 1976, кавалер 1966).